# Via Carpatia

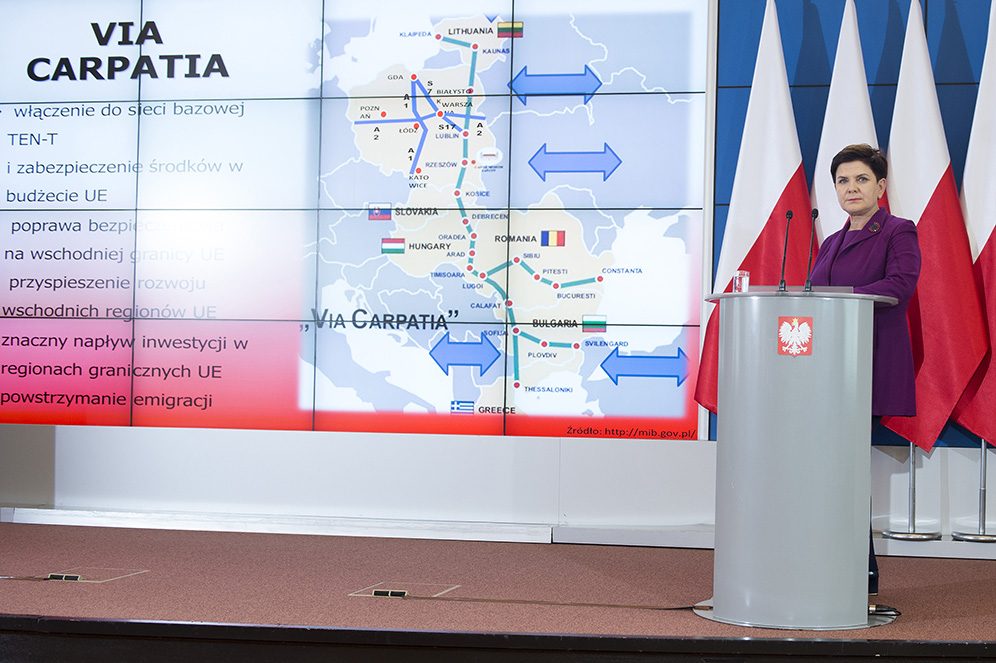
Prezentacja Via Carpatia przez Beatę Szydło

Via Carpatia (również Via Carpathia) – budowana etapami europejska międzynarodowa trasa relacji „północ-południe”, łącząca Kłajpedę na Litwie z Salonikami w Grecji.
Droga przebiegać ma przez Litwę, Polskę, Słowację, Węgry, Rumunię, Bułgarię i Grecję, stanowiąc szlak transportowy prowadzący wzdłuż granicy wschodniej UE, z Europy Środkowej do Azji, krzyżujący się z korytarzami prowadzącymi z Europy Zachodniej do Rosji i łączący się przez porty Morza Czarnego ze szlakiem TRACECA (Europa – Kaukaz – Azja). Trasa na całej długości ma mieć parametry autostrady bądź drogi ekspresowej.

## Historia
Inicjatywa utworzenia szlaku „Via Carpatia” powstała w 2006 r. Szczegóły związane z trasą zostały ustalone 27 października 2006 w Łańcucie, podczas zorganizowanej w tym celu międzynarodowej konferencji pt. „Jedna droga – cztery kraje”, z udziałem m.in. prezydenta RP Lecha Kaczyńskiego, Ministrów Transportu, przedstawicieli wysokiego szczebla rządowego i samorządowego z nw. krajów oraz Komisji Europejskiej. Zgromadzeni na niej wówczas ministrowie transportu: Litwy, Polski, Słowacji i Węgier, podpisali tzw. „Deklarację Łańcucką w sprawie rozszerzenia Transeuropejskiej Sieci Transportowej poprzez utworzenie najkrótszego szlaku drogowego na osi Północ-Południe, łączącego Litwę, Polskę, Słowację i Węgry”. W październiku 2010 r. do inicjatywy „Via Carpatia” przystąpiły Bułgaria, Rumunia oraz Grecja.
Koncepcja powstania takiego połączenia komunikacyjnego była omawiana również w trakcie wizyty premier Polski Beaty Szydło w Budapeszcie na spotkaniu z premierem Węgier Viktorem Orbánem 9 lutego 2016 roku.

## Przebieg trasy
„Via Carpatia” ma przebiegać wzdłuż wschodniej granicy Unii Europejskiej z Kłajpedy przez Kowno, Białystok, Lublin, Rzeszów, Koszyce, Debreczyn i dalej do Rumunii. W Rumunii szlak rozwidla się w kierunku portu morskiego Konstanca oraz w kierunku Swilengradu. Dalej przez Bułgarię do Sofii i portów greckich nad Morzem Egejskim w Salonikach.

### Polska
W Polsce Via Carpatia według planów z roku 2017 przebiegać ma od granicy z Litwą w Budzisku przez Suwałki do Ełku, dalej trasą S16 do Knyszyna, stamtąd trasą S19 przez Dobrzyniewo Duże – Choroszcz – Siemiatycze – do węzła Lublin Rudnik, następnie przez Kraśnik, Janów Lubelski i Nisko do węzła Rzeszów Wschód, przez A4 do węzła Rzeszów Zachód, stamtąd przez Barwinek do granicy ze Słowacją.
Do sieci bazowej TEN-T (realizacja do roku 2023) należą następujące odcinki Via Carpatia:
- S61 Budzisko (granica z Litwą) – obwodnica Augustowa;
- S19 Lublin – Rzeszów.

W sieci kompleksowej TEN-T (realizacja do roku 2050) znajdują się następujące odcinki:
- S19 Rzeszów – Barwinek (granica ze Słowacją)

Część odcinków dróg S19 i S61 już powstało, inne są w budowie.
Stan przygotowań i realizacji Via Carpatia (S19) na Podkarpaciu (7 grudnia 2017):
- odcinki zrealizowane: Sokołów Młp. Północ – Stobierna (12,5 km), Stobierna – w. Rz. Wschód, w. Rz. Zachód – w. Świlcza i w. Świlcza – w. Rz. Południe (6,3 km)[9],
- odcinki w przetargu: Lasy Janowskie – Sokołów Młp. Północ (6 odc.) 54,2 km,
- odcinki przed przetargiem: w. Rz. Południe – Barwinek (85,2 km)[10].

„Via Carpatia” w Polsce, biegnąc wzdłuż wschodniej granicy Polski przecinać ma obszary województw: podlaskiego, mazowieckiego, lubelskiego i podkarpackiego, stanowiąc połączenie ważnych ośrodków położonych przy wschodniej granicy kraju, tj. miast: Białystok, Lublin i Rzeszów. Na terenie Polski, Via Carpatia nazwana jest imieniem Prezydenta RP Lecha Kaczyńskiego.

### Słowacja
Część „Via Carpatii” prowadząca przez Słowację od granicy z Polską w Barwinku do granicy z Węgrami (Milhosť) ma liczyć 127 kilometrów.
Ze słowackiego odcinka trasy w użyciu są jedynie fragmenty w okolicach Svidníka (ok. 5 km), pomiędzy Preszowem a Koszycami (ok. 35 km) oraz Koszycami a granicą z Węgrami (ok. 15 km). Z Preszowa w kierunku północnym zaplanowano drogi jednojezdniowe (w takim standardzie zbudowana jest już obwodnica Svidníka). Pozostałe odcinki na południe od Preszowa zbudowano w standardzie autostrady i podobnie będą wyglądały brakujące odcinki tamtej części Via Carpatia.

### Węgry
Część trasy prowadząca przez Węgry ma liczyć 230 kilometrów.

### Rumunia
Przez Rumunię przebiegać ma najdłuższa część trasy o długości 1566 kilometrów.